# Medusoid
Medusoids hay discoids là những sinh vật đã tuyệt chủng,  bề ngoài tương tự như sứa. Sống vào cuối kỷ Precambri, kỷ Ediacara và đầu kỷ Cambri. Người ta tin rằng chúng là một trong những động vật lâu đời nhất, cùng với các loài Petalonamae, do phát hiện ra hóa thạch của ngành Medusoid từ khoảng 580 triệu năm trước. Chúng là một ngành động vật sống của động vật Ediacara.

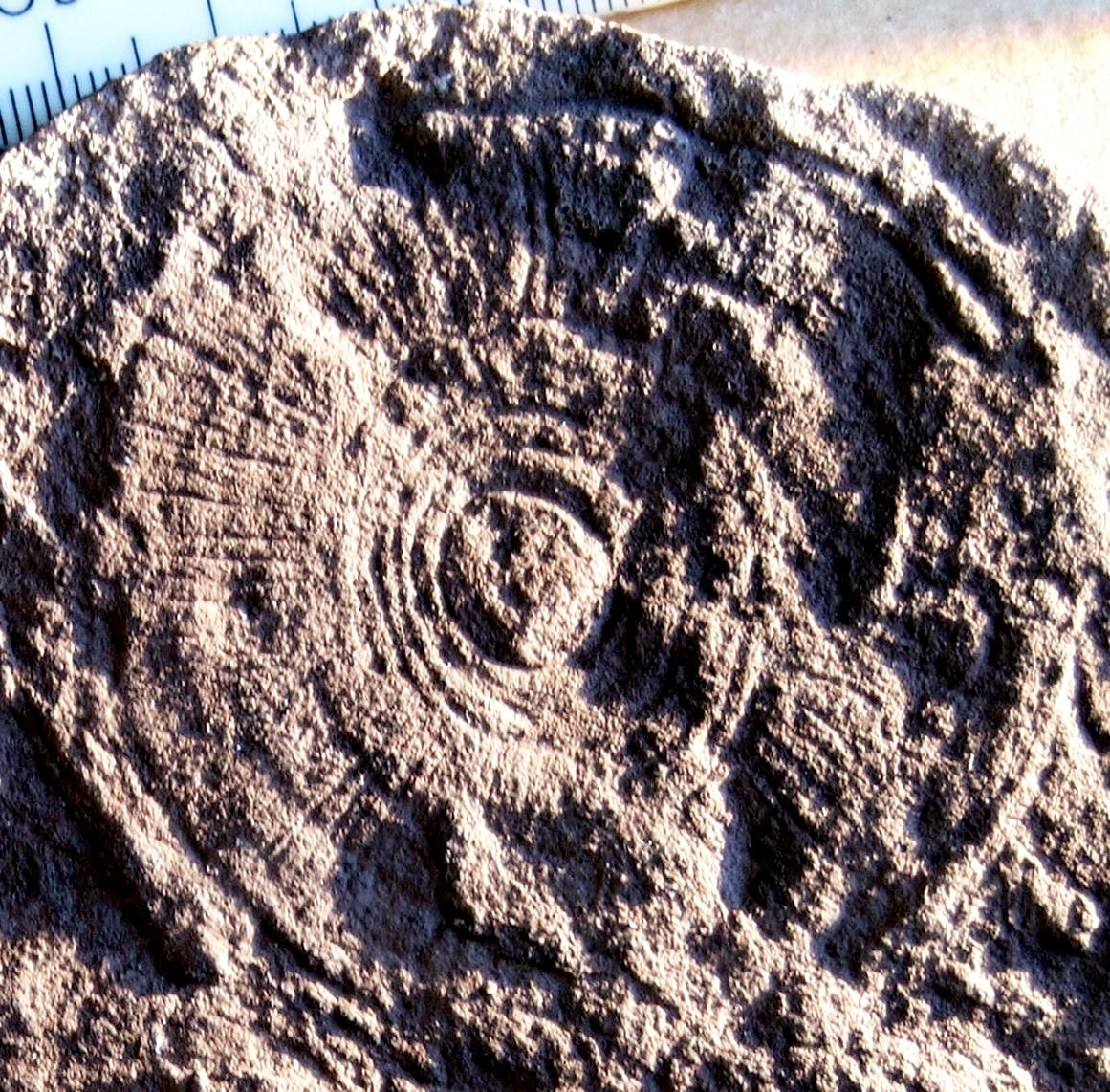
Cyclomedusa

## Sự hồi sinh
Các nhà khoa học tại Mỹ sử dụng silicon và tế bào tim chuột để tạo ra con sứa có khả năng bơi.
Thân của Medusoid (tên con sứa), được tạo ra từ silicon nhờ nỗ lực của Viện Công nghệ California và Đại học Harvard tại Mỹ. Nhóm nghiên cứu cấy tế bào cơ tim chuột vào cơ thể Medusoid để chúng phát triển thành cơ. Medusoid được thả vào dung dịch có khả năng dẫn điện. Khi dòng điện chạy qua dung dịch, cơ tim co bóp khiến cơ thể sứa chuyển động.
Sứa bơi trong nước nhờ hoạt động co bóp của một tổ chức cơ. Điều đó có nghĩa là chúng di chuyển nhờ một quá trình co bóp giống như tim người.
Janna Nawroth, trưởng nhóm nghiên cứu, nói rằng rất nhiều nhà khoa học từng cố gắng tạo ra động vật bằng cách sao chép mô và bộ phận cơ thể. Tuy nhiên, họ không quan tâm tới chức năng của những thứ mà họ muốn sao chép. Ngoài ra, họ cũng chưa nghĩ tới việc thay thế những bộ phận phức tạp, như tim, bằng những thứ đơn giản hơn.
Thành tựu của Nawroth và các đồng nghiệp có thể tạo tiền đề cho sự ra đời của tim và các cơ quan nội tạng khác dành cho người trong tương lai.

## Phân loại
Các chi sống trong thời điểm Ediacara sau đây có thể là medusoid về mặt hình thái với cấu trúc hình tròn, tỏa tròn hoặc đồng tâm trung tâm. Một số mẫu vật có các dạng khác và do đó, đã được một số nhà khoa học phân loại là loài Cnidaria hoặc Ruột khoang.
† Arkarua
† Aspidella
† Brachina
† Corumbella
† Cyclomedusa
† Eoporpita
† Ediacaria
† Eoandromeda
† Haootia (polipoid)
† Hiemalora (Anemonoid)
† Inaria (?)
† Kimberella (nhuyễn thể)
† Mawsonites
† Medusina
† Nimbia
† Pomoria
† Solza
† Studenicia
Sau đó, trong kỷ Cambri, ngành medusoid sau đây được đề xuất:
Lớp † Psammocorallia
† Asterosoma
† Beltanelliformis
† Brooksella
† Nemiana
† Protolyellia
† Spatangopsis